# Dave Lattin
David "Big Daddy" Lattin (Houston, Texas, 23 de diciembre de 1943) es un exjugador de baloncesto estadounidense que disputó 2 temporadas de la NBA y otras 3 de la ABA. Con 1,98 metros de estatura, jugaba en la posición de ala-pívot. Fue campeón de la NCAA en 1966.

## Trayectoria deportiva

### Universidad
Jugó durante 2 temporadas con los Miners de la Universidad Texas Western, en las que promedió 14,5 puntos y 9,3 rebotes por partido. En 1966 fue el pívot titular del equipo que consiguió ganar el Campeonato de la NCAA tras derrotar a Kentucky en la final por 72-65, en un partido en el que Lattin consiguió 16 puntos y 9 rebotes. Al año siguiente fue incluido en el tercer equipo All-American.

### Profesional
Fue elegido en la décima posición del 1967 por San Francisco Warriors, y también por los Denver Rockets de la ABA, pero en una posición mucho más posterior, eligiendo la primera opción. Pero no le fueron bien las cosas en su primera temporada como profesional, ya que actuó como suplente de Nate Thurmond, el mejor jugador de su equipo, disputando poco más de 5 minutos por encuentro en los que promedió 2,2 puntos y 2,4 rebotes por noche.
En la temporada 1968-69 los Warriors se deshicieron de él, incluyéndolo en el draft de expansión, yendo a parar a Phoenix Suns. Allí jugó una temporada completa, pero con mucha competencia en su puesto. a pesar de ello, sus números mejoraron hasta los 6 puntos y 4,8 rebotes por partido. Pero poco antes del comienzo de la siguiente temporada fue cortado por los Suns, quedándose sin equipo y pasando una temporada en blanco.
En 1970 firma con los Pittsburgh Condors de la ABA, donde permanece dos temporadas, siendo la última de ellas su mejor como profesional, promediando 12,6 puntos y 5,9 rebotes. Pero el equipo desapareció en 1972, y fue incluido en un draft de dispersión, siendo elegido por los Memphis Tams, con los que apenas jugaría 16 partidos antes de retirarse. En el total de su trayectoria profesional promedió 4,5 puntos y 3,8 rebotes por partido.

## Estadísticas de su carrera en la NBA

### Temporada regular
| Temporada | Edad | Equipo                 | Liga  | P   | TIT | MIN  | TC  | TCA | %TC  | 3P  | 3PA | %3P  | TL  | TLA | %TL  | R.OF. | R.DEF. | REB | ASIS | ROB | TAP | PER | FP  | PTS  |
| 1967-68   | 24   | San Francisco Warriors | NBA   | 44  |     | 5.8  | 0.8 | 2.3 | .363 |     |     |      | 0.5 | 0.8 | .697 |       |        | 2.4 | 0.3  |     |     |     | 2.1 | 2.2  |
| 1968-69   | 25   | Phoenix Suns           | NBA   | 68  |     | 14.5 | 2.2 | 5.4 | .410 |     |     |      | 1.6 | 2.5 | .634 |       |        | 4.8 | 0.7  |     |     |     | 2.4 | 6.0  |
| 1970-71   | 27   | Pittsburgh Condors     | ABA   | 71  |     | 16.0 | 2.5 | 5.3 | .469 | 0.0 | 0.0 | .000 | 1.5 | 2.5 | .610 | 2.1   | 4.5    | 6.6 | 0.9  |     |     | 1.6 | 3.0 | 6.5  |
| 1971-72   | 28   | Pittsburgh Condors     | ABA   | 64  |     | 23.2 | 5.1 | 9.5 | .544 | 0.0 | 0.0 | .000 | 2.3 | 3.8 | .612 | 2.1   | 3.7    | 5.9 | 0.8  |     |     | 1.7 | 2.8 | 12.6 |
| 1972-73   | 29   | Memphis Tams           | ABA   | 16  |     | 18.5 | 3.0 | 6.5 | .462 | 0.0 | 0.1 | .000 | 2.1 | 2.8 | .756 | 1.3   | 2.6    | 3.9 | 0.4  |     |     | 2.0 | 2.8 | 8.1  |
| Total     |      |                        | TOTAL | 263 |     | 15.8 | 2.8 | 5.9 | .477 | 0.0 | 0.0 | .000 | 1.6 | 2.5 | .631 | 2.0   | 4.0    | 5.1 | 0.7  |     |     | 1.7 | 2.6 | 7.2  |
|           |      |                        | ABA   | 151 |     | 19.3 | 3.7 | 7.2 | .510 | 0.0 | 0.0 | .000 | 1.9 | 3.1 | .625 | 2.0   | 4.0    | 6.0 | 0.8  |     |     | 1.7 | 2.9 | 9.3  |
|           |      |                        | NBA   | 112 |     | 11.1 | 1.7 | 4.2 | .400 |     |     |      | 1.2 | 1.8 | .644 |       |        | 3.8 | 0.6  |     |     |     | 2.3 | 4.5  |

### Playoffs
| Temporada | Edad | Equipo                 | Liga | P | MIN | TCA | TC | 3PA | 3P | TLA | TL | R.OF. | REB | ASIS | ROB | TAP | PER | FP | PTS | %TC  | %3P | %FT  | MIN | PTS | REB | AST |
| 1967-68   | 24   | San Francisco Warriors | NBA  | 5 | 27  | 1   | 5  |     |    | 5   | 6  |       | 5   | 1    |     |     |     | 9  | 7   | .200 |     | .833 | 5.4 | 1.4 | 1.0 | 0.2 |
| Total     |      |                        | NBA  | 5 | 27  | 1   | 5  |     |    | 5   | 6  |       | 5   | 1    |     |     |     | 9  | 7   | .200 |     | .833 | 5.4 | 1.4 | 1.0 | 0.2 |